# Ciampa arietaria
Ciampa arietaria là một loài bướm đêm trong họ Geometridae.

## Hình ảnh

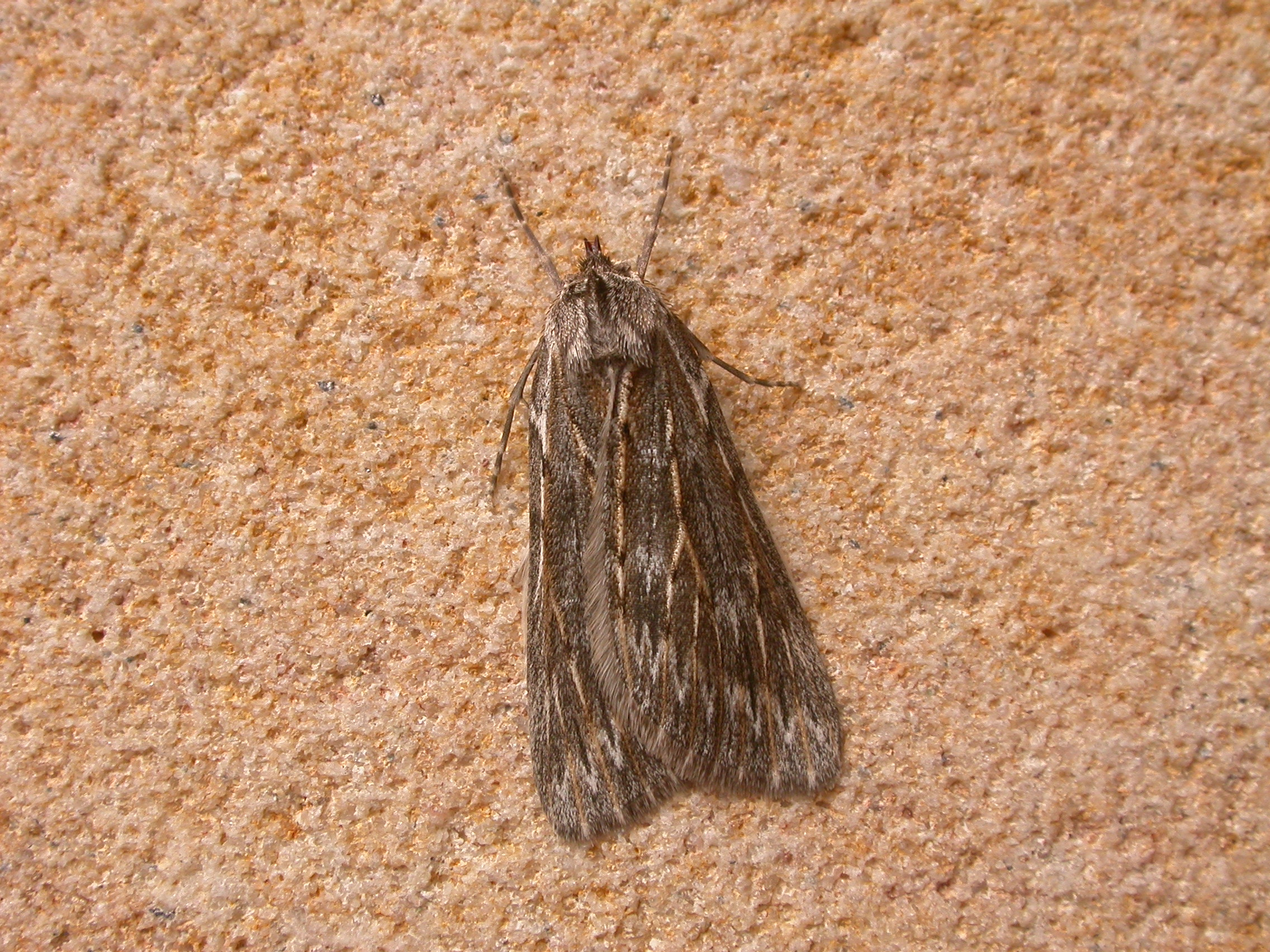
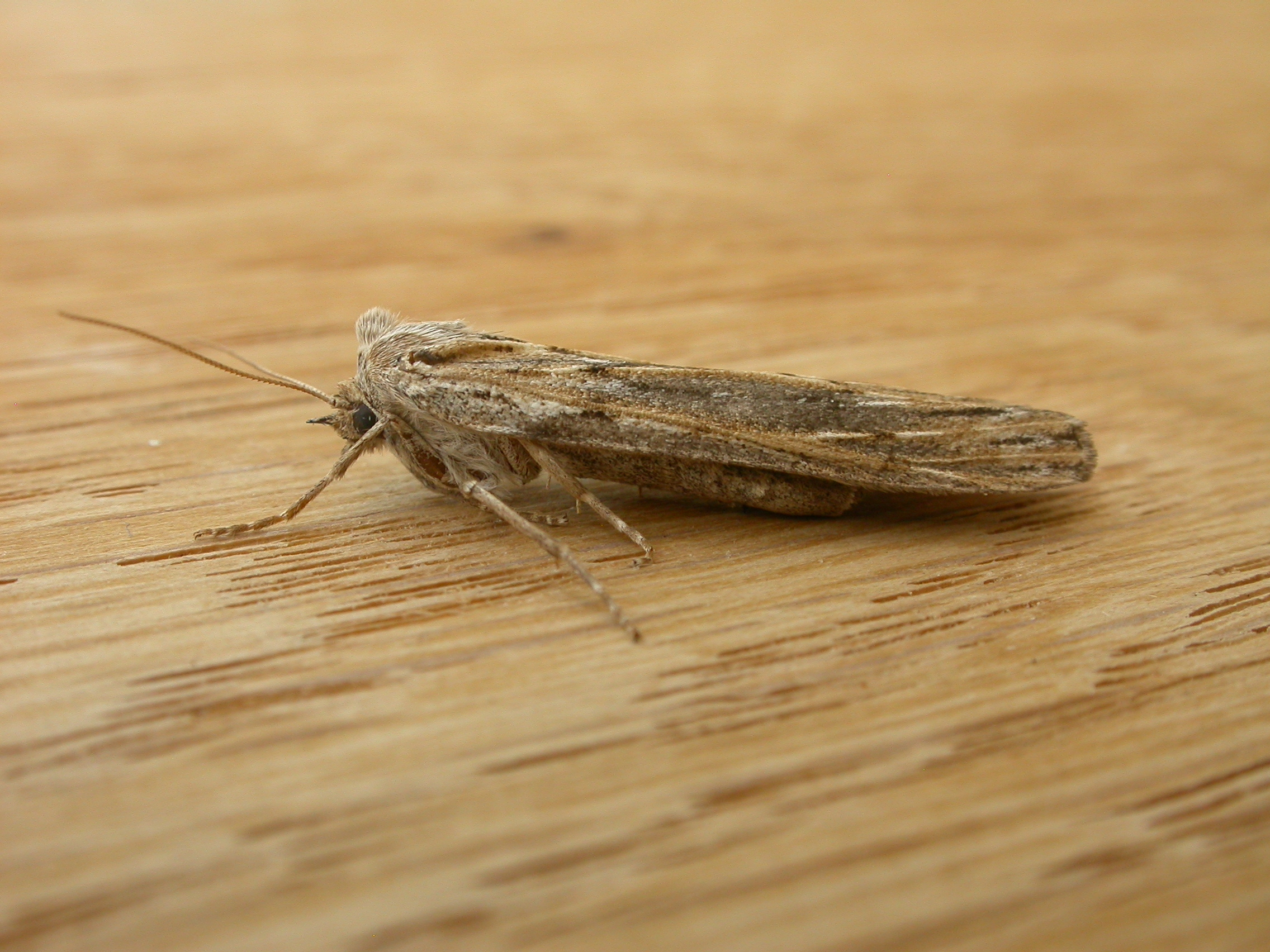